# Teodor Anastasie Cavalioti

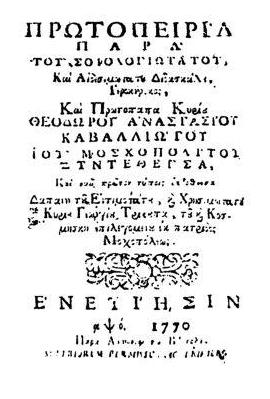
Coperta lucrării Protopeiria, tipărită la Veneția în 1770.

Teodor Anastasie Cavalioti (în greacă Θεόδωρος Καβαλιώτης, transliterat: Theodoros Kavaliotis, în albaneză Teodor Kavalioti; n. 1718, Kavala, Macedonia și Tracia⁠(d), Grecia – d. 11 august 1789, Moscopole, Imperiul Otoman) a fost un preot, pedagog, filosof și lingvist aromân. A scris o Protopirie (Prima învățătură), carte de citire, care la final are un vocabular cu 1170 de cuvinte grecești traduse în aromână și albaneză, cea dintâi mărturie scrisă a limbii aromâne.
A urmat studii umaniste la Colegiul elen din Moscopole, iar apoi la Colegiul „Maruțian" din Ianina (Grecia), condus de Evghenie Vulgaris. Mai târziu a efectuat călătorii de studii în Germania și Italia.
După 1750 a fost preot, profesor, predicator și director la „Noua Academie” din Moscopole, la care a predat gramatica, poetica, filosofia, teologia și științele exacte. A elaborat lucrări cu caracter didactic.

## Lucrări
- Tratat de logică, fizică și metafizică (trei manuscrise, c. 1755);
- Introducere în gramatică..., Moscopole, 1760; ed. a II-a, Veneția, 1774;
- Prima învățătură (Protopiria), Veneția, 1770 (o carte de citire pentru clasele elementare scrisă în greaca modernă, cu o culegere de texte biblice și un vocabular, cu 1170 de cuvinte grecești, traduse în aromână și albaneză);
- Vocabularul - prima mărturie scrisă a dialectului aromân a fost publicată de Johann Thumann în Untersuchungen über die Geschichte der östlichen europäischen Völker, Leipzig, 1774;
- A realizat și o traducere a Noului Testament în limba albaneză.